# Очеретянка солов'їна
Очеретянка солов'їна (Acrocephalus luscinius) — вид співочих птахів з родини очеретянкових (Acrocephalidae).

## Ареал та вимирання
Вид був ендеміком Гуаму (острова у західній частині Тихого океану). Мешкав у болотно-водяних угіддях. Осушення боліт, завезення чужорідних хижаків (коричнева деревна змія, коти, пацюки тощо) стали причиною зменшення популяції виду. Останнім прихистком виду стали болота Агана у центрі острова. У 1967-1968 роках птах вважався ще відносно поширеним там, але після 1969 року його не спостерігали.